# Bazar Różyckiego

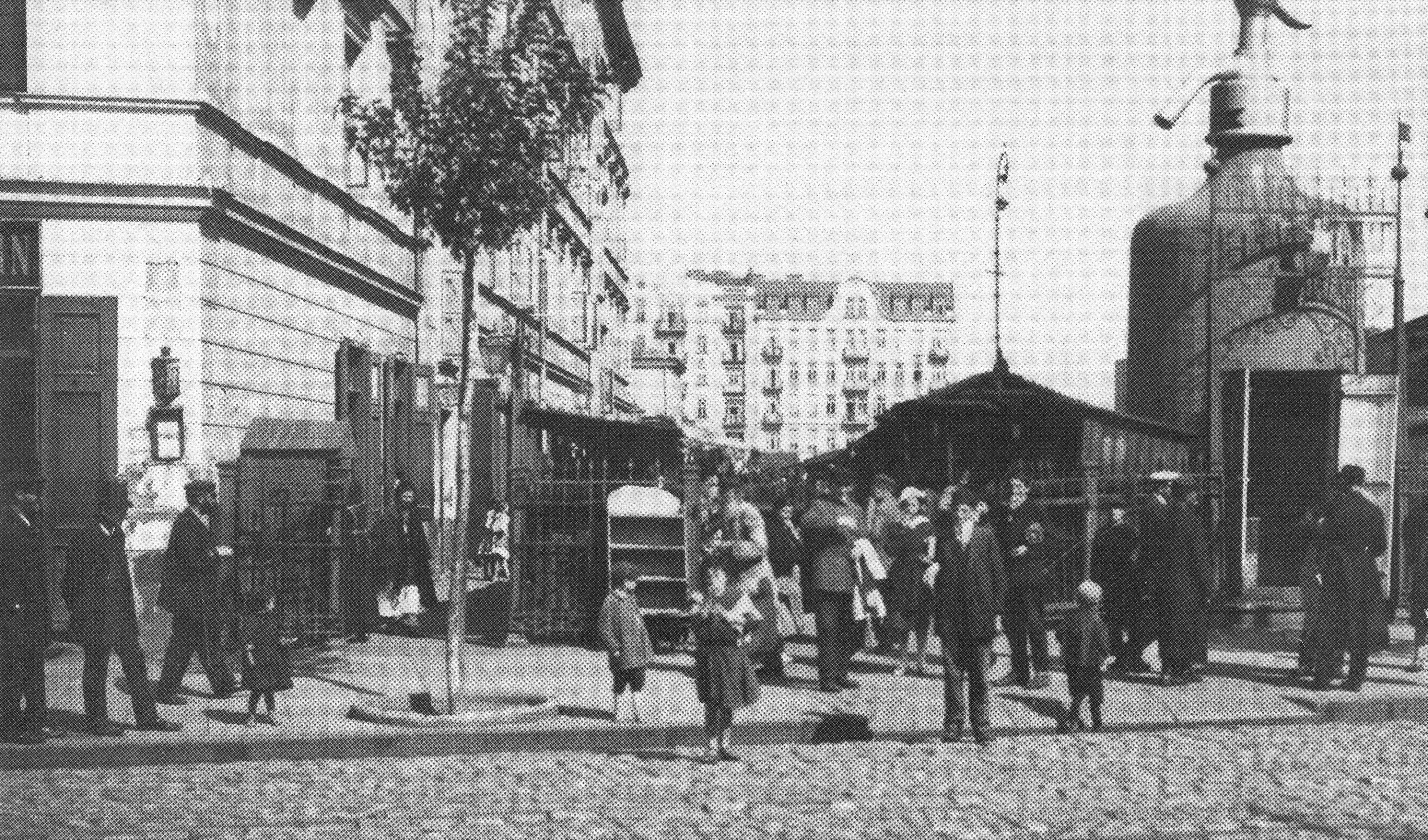
Wejście na Bazar Różyckiego od strony ul. Targowej w okresie I wojny światowej; widoczny syfon – symbol bazaru

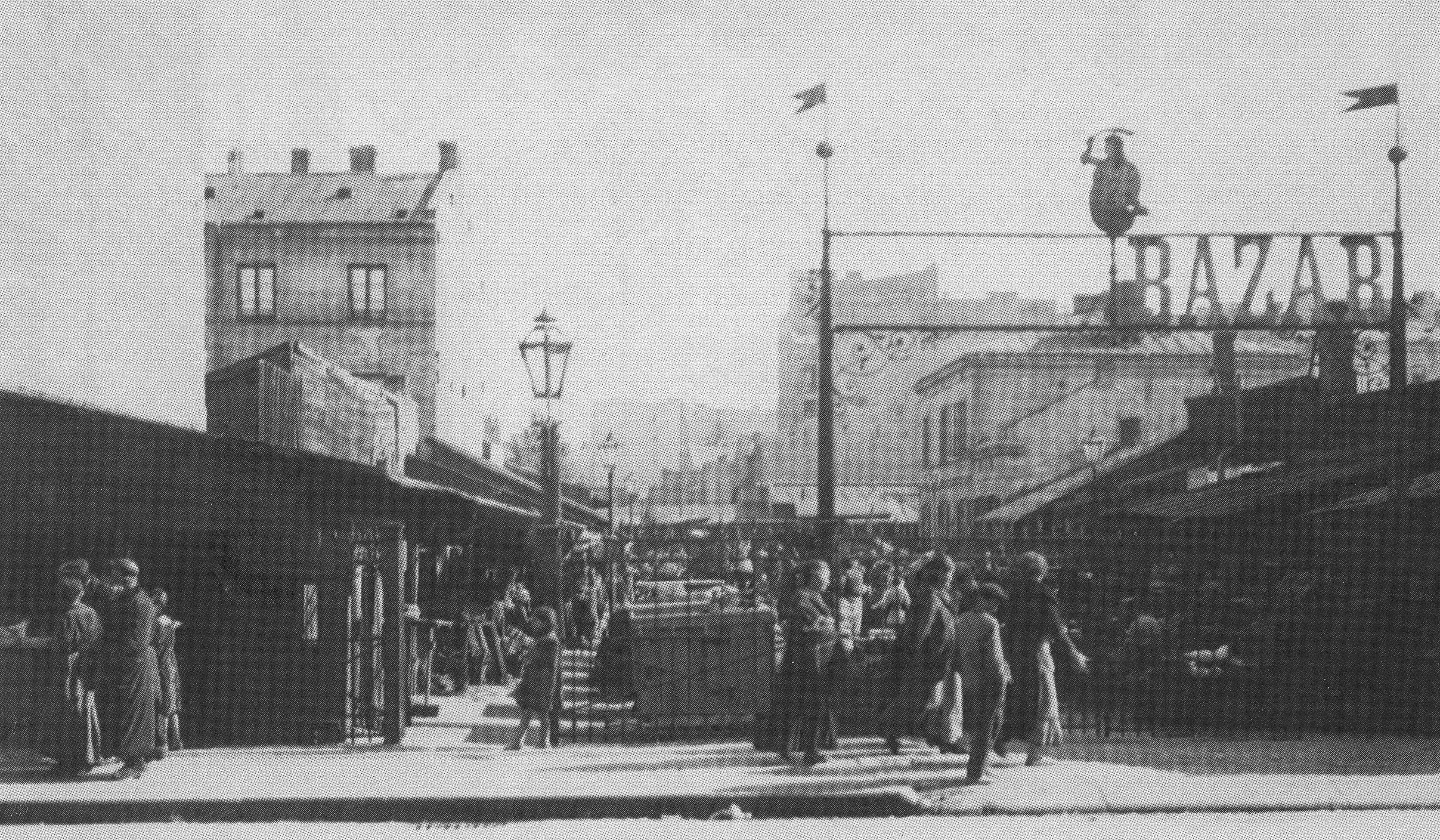
Wejście od strony ul. Ząbkowskiej wykonane w tym samym czasie

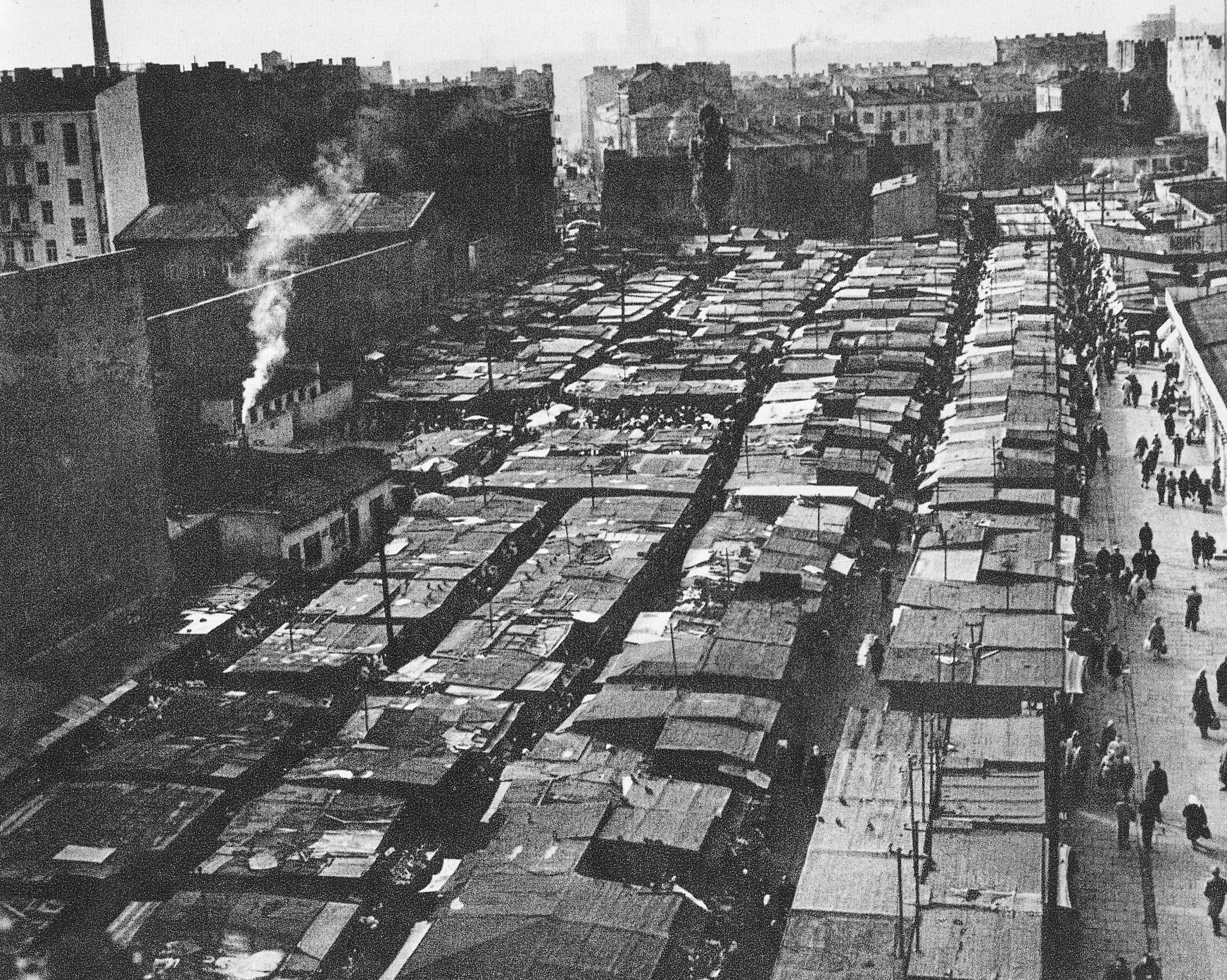
Bazar Różyckiego w latach 60. XX wieku

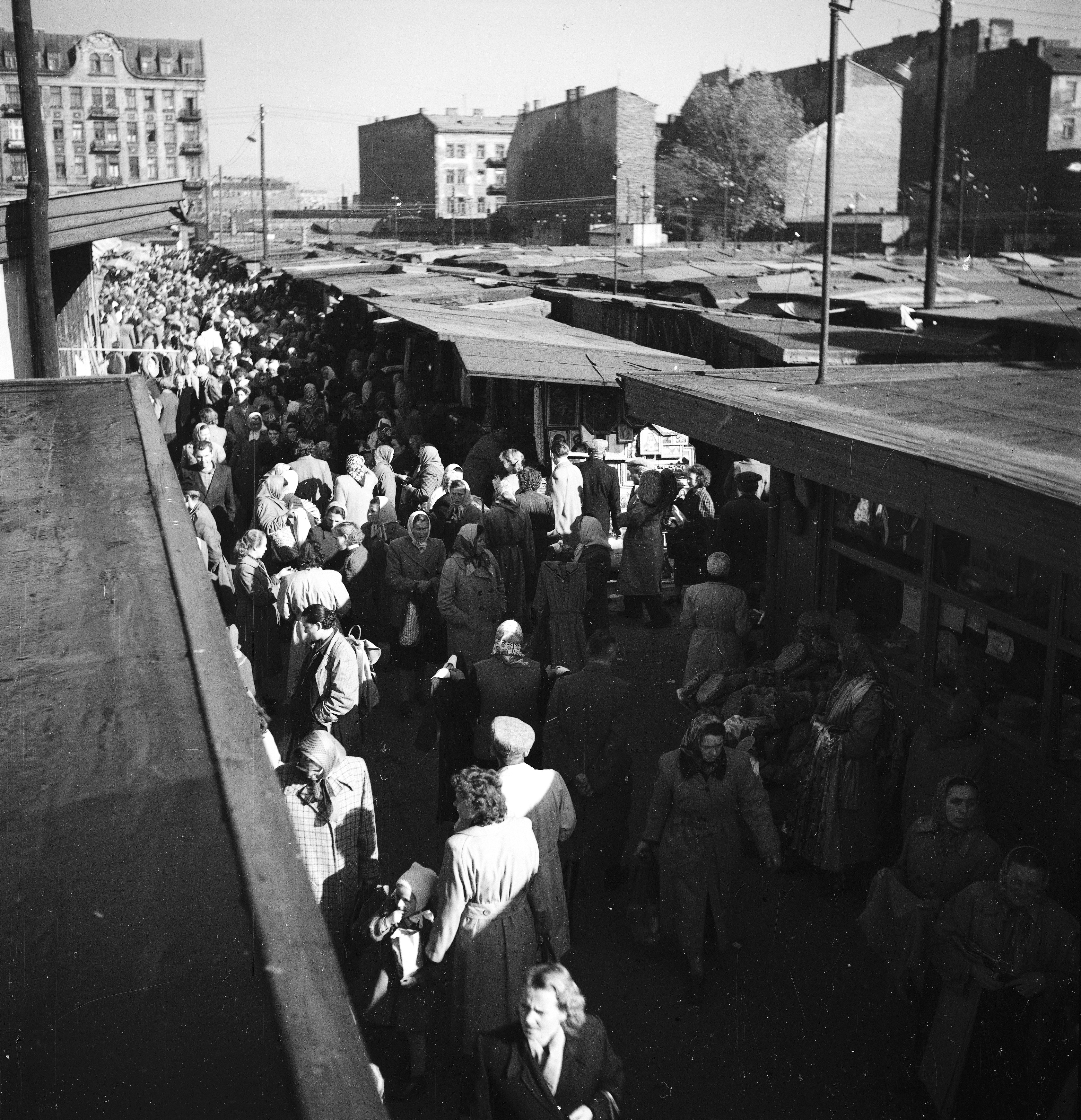
Kupujący na bazarze, między 1955 i 1965

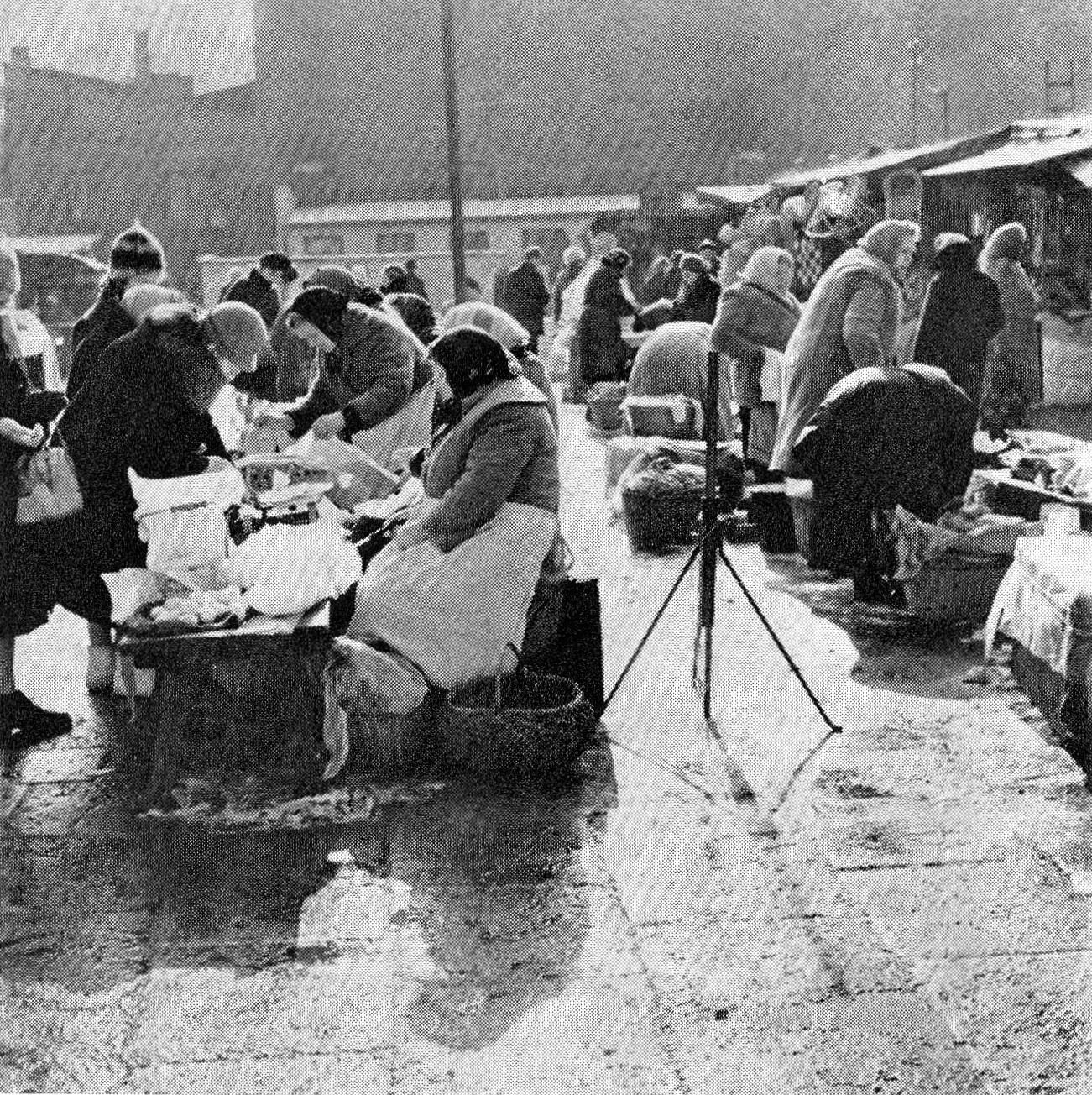
Bazar w latach 70. XX wieku

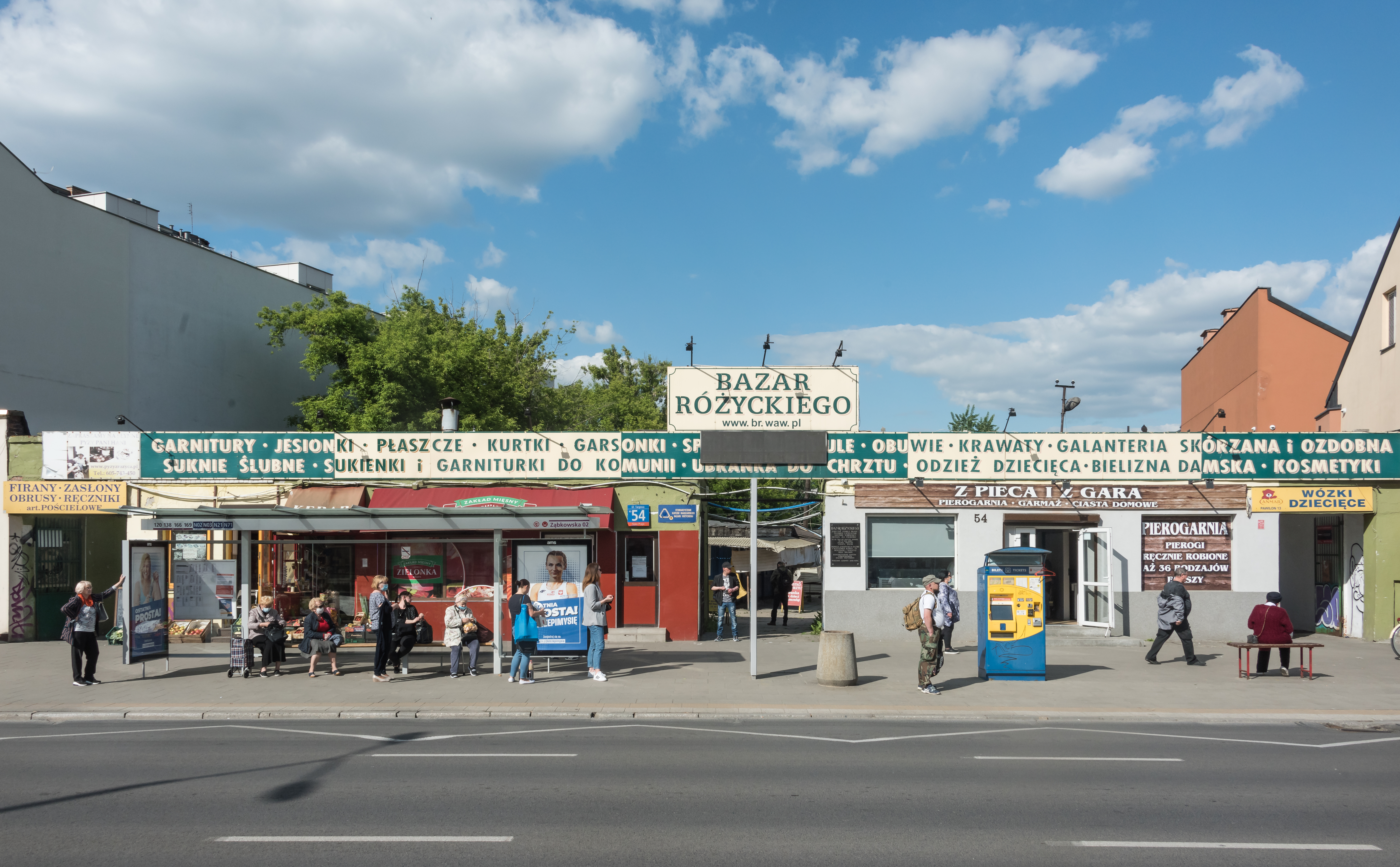
Wejście na Bazar Różyckiego od strony ul. Targowej (2021)

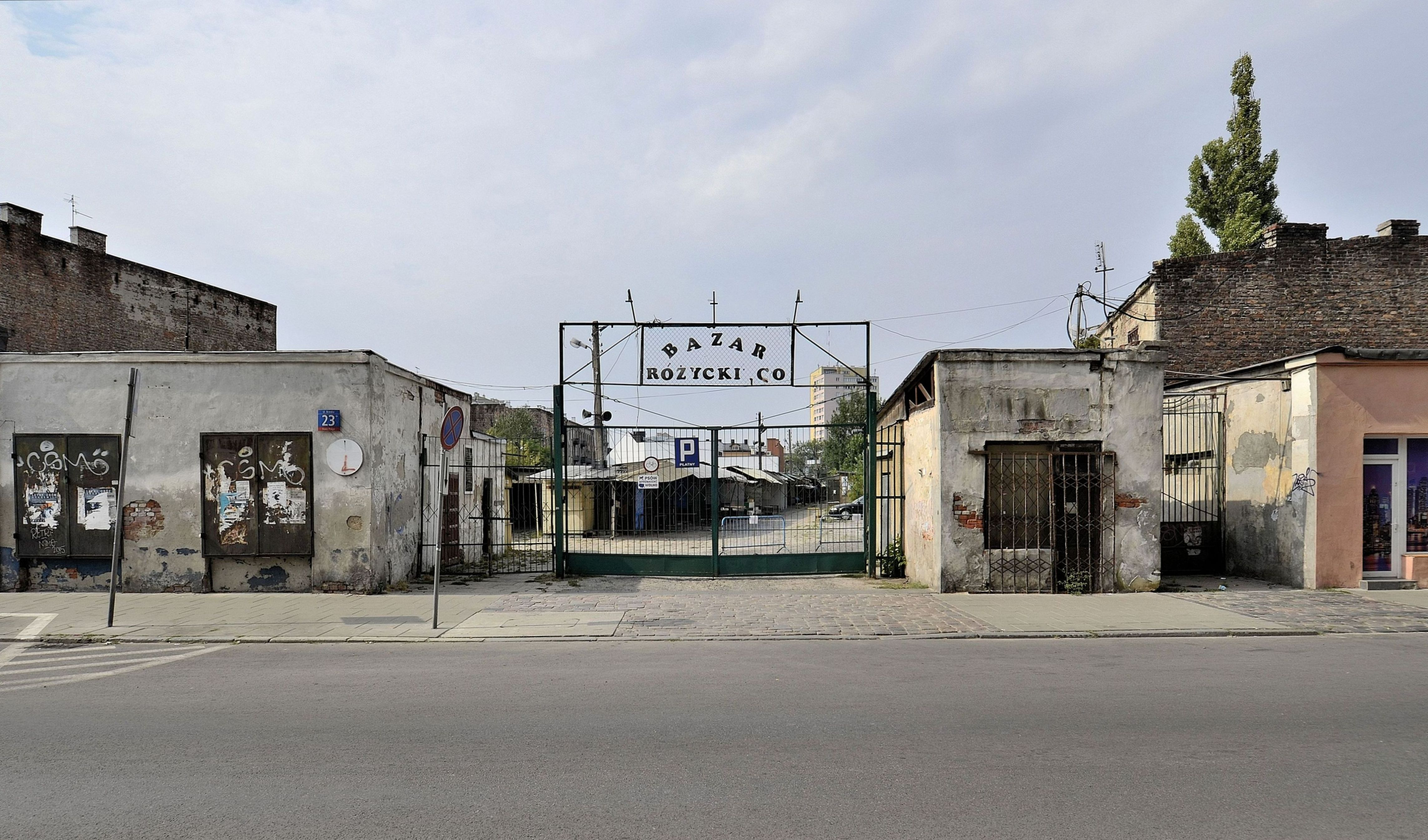
Bazar od strony ul. Brzeskiej (2015)

Bazar Różyckiego, zwyczajowo Różyc lub „Różyc“ – bazar znajdujący się przy ul. Targowej 54 między ulicami: Targową, Ząbkowską i Brzeską, w warszawskiej dzielnicy Praga-Północ.
Bazar został założony przez Juliana Józefa Różyckiego na terenie zajmowanym wcześniej przez targowiska.

## Historia

### Handel na Pradze
10 lutego 1648 r. Praga otrzymała od króla Władysława IV prawa miejskie i przywilej organizowania jarmarków (cztery razy w roku) oraz targów (trzy razy w tygodniu). Była ona położona na zbiegu szlaków komunikacyjnych i handlowych, a także wzdłuż brzegu Wisły, co umożliwiało tani transport drogą wodną.
W latach 30. XIX wieku targi znajdowały się pośrodku ul. Targowej i Wołowej oraz wzdłuż obecnej ul. Jagiellońskiej. Przed rogatkami zlokalizowano place postojowe dla kupców. W 1839 r. powstały oddzielne miejsca przeznaczone do handlu bydłem, końmi, artykułami spożywczymi i starzyzną.
Ożywienie handlowe na Pradze wprowadziło zniesienie bariery celnej z Rosją oraz udostępnienie w 1864 pierwszego stalowego mostu – mostu Kierbedzia (podczas zaborów most nosił oficjalną nazwę mostu Aleksandrowskiego). W latach 60. XIX wieku w związku z uruchomieniem kolei Petersburskiej (1862, Dworzec Petersburski znajdował się przy ul. Targowej) i Terespolskiej (1867, Dworzec Terespolski zaś w okolicy obecnego Dworca Wschodniego) Praga pełniła funkcję ośrodka przeładunku towarów ze wschodniej i zachodniej Europy. To tutaj przeładowywano towary z torów o normalnej w Europie szerokości na szerokie tory zastosowane w Imperium Rosyjskim.

### Powstanie i działalność bazaru
Teren, na którym znajduje się bazar (okolice ul. Targowej) zakupił w 1874 r. Julian Józef Różycki (farmaceuta, właściciel kilku aptek, inwestor) od Wincentego Wodzińskiego i Gotlieba Langnera. Następnie nabył on także okoliczne działki (m.in. działki zlokalizowane przy ul. Targowej 52 i 54, Ząbkowskiej 8 i 10, a także Brzeskiej 23/25). Postanowił założyć tam bazar, którego oficjalne otwarcie miało miejsce w 1882. Jego nazwa pochodzi od nazwiska właściciela nieruchomości.
Administratorem bazaru był Manas Ryba, który od 1885 r. stał się właścicielem domu przy dzisiejszej ul. Targowej 56, skąd zarządzał targowiskiem. Sam Różycki na bazarze pojawiał się rzadko. Teren bazaru został ogrodzony zdobionym żeliwnym ogrodzeniem. Można było wejść do niego pięcioma bramami. W początkowej fazie rozwoju posiadał siedem zadaszonych kramów, w których znajdowały się wydzielone stanowiska. W kolejnych latach zaczęły powstawać drobne stoiska handlowe w postaci budek, najliczniej zlokalizowane w sąsiedztwie wejść. Prawdopodobnie ok. 1901 roku właściciel bazaru zbudował przy bramie od ul. Targowej siedmiometrowy błękitny kiosk w kształcie syfonu, w którym mieścił się punkt sprzedaży własnych wód gazowanych. Stał się on symbolem targowiska i jedną z praskich ikon. Po 1935 spadkobierca posesji Wacław Różycki został jednak zmuszony przez magistrat do usunięcia syfonu. Znajdował się on bowiem w bardzo złym stanie technicznym.
Podczas I wojny światowej oferta sprzedawanych produktów zmniejszyła się. W 1915 Niemcy rozpoczęli masowe rekwirowanie żywności i wprowadzili ograniczenia handlowe.
W latach 30. bazar Różyckiego miał opinię bezpieczniejszego od lewobrzeżnych targowisk, Kercelaka i Wołówki.

### II wojna światowa
Bazar ucierpiał podczas obrony Warszawy we wrześniu 1939. Podczas II wojny światowej mieszkańcy Warszawy mogli nabyć tu towary reglamentowane przez Niemców, pochodzące m.in. z niemieckich transportów i magazynów wojskowych. Sprzedawano tu także broń i amunicję (sprzedającymi byli m.in. żołnierze niemieccy oraz członkowie formacji kolaborujących), która była następnie skupowana na potrzeby Polskiego Państwa Podziemnego.
Kupcy z Bazaru Różyckiego m.in. w 1939 r. przekazywali żywność dla kuchni Szpitala Ujazdowskiego, którego pacjentami byli ranni żołnierze, a także poprzez Polski Czerwony Krzyż dla więźniów Pawiaka. Sprawowali również opiekę nad Domem Weteranów Powstania Styczniowego, który był zlokalizowany w pobliżu targowiska.
Kupcami na bazarze byli przeważnie Żydzi, a jego klientami mieszkańcy Pragi i okolicznych wsi. Dawał on utrzymanie ok. 300 żydowskim rodzinom. Na początku II wojny światowej Żydzi wykopali tunel prowadzący z terenu bazaru do jednej z piwnic przy ul. Ząbkowskiej. Po utworzeniu jesienią 1940 przez niemieckie władze okupacyjne getta musieli oni opuścić Pragę, a ich miejsce zajęli Polacy.
Podczas okupacji Niemcy przeprowadzali na bazarze łapanki, które nasiliły się pod koniec wojny. W 1944, podczas powstania warszawskiego, bazar spłonął.

### Po 1945 roku
Rozwój targowiska nastąpił zaraz po wojnie (mimo działalności Komisji Specjalnej do Walki z Nadużyciami i Szkodnictwem Gospodarczym). Można tam było kupić dosłownie wszystko. W 1945 r. funkcjonowało ok. 500 stałych stoisk, ok. 200 sklepów, a także prowadzono sprzedaż ręczną.
W 1950 r. nastąpiło upaństwowienie bazaru, jednak nie zlikwidowało to prywatnego handlu. W latach 60. narodziły się plany jego likwidacji i zagospodarowania terenu. Spotkały się one z powszechnym sprzeciwem. Pamiątką tamtego okresu jest poszerzona ulica Targowa i przejścia podziemne przy bazarze.
Od strony ulicy Brzeskiej handlowano artykułami spożywczymi, głównie nabiałem i drobiem (w tym żywym). Z kolei bliżej ulicy Targowej sprzedawano przede wszystkim odzież. Na bazarze działali paserzy, złodzieje-kieszonkowcy, sprzedawano tam także podrobione dokumenty. Na skrzyżowaniach alejek działali tzw. benklarze, wyłudzający pieniądze od kupujących poprzez wciąganie ich w grę w trzy karty. W 1957 w murowanym budynku w głębi bazaru otwarto cieszący się dużym powodzeniem komis. W części bazaru nazywanym „Kanadą” można było odzyskać ukradzione przedmioty. Pod koniec lat 70. zaczęto handlować zachodnimi wydawnictwami erotycznymi.
Bazar Różyckiego był miejscem, gdzie zachowały się elementy dawnego folkloru warszawskiego i po 1945 można było usłyszeć gwarę warszawską.

### Współczesność
W latach 80. bazar stał się również miejscem handlu hurtowego. W pierwszych latach 90. początkowo nadal dobrze funkcjonował. Wśród sprzedających pojawili się mieszkańcy dawnego ZSRR. Później bazar nie wytrzymał jednak konkurencji z wielkim Jarmarkiem Europa na Stadionie Dziesięciolecia i podupadł.
We wczesnych latach 90. XX wieku, w wyniku położenia w centrum proletariackiej Starej Pragi (na obrzeżu Szmulowizny), jak i w wyniku działalności lokalnych gangów, był uważany za jeden z najbardziej kryminogennych fragmentów tzw. Trójkąta Bermudzkiego, obejmującego również Stadion Dziesięciolecia i dworzec Warszawa Wschodnia.
Stowarzyszenie Kupców Warszawskich Bazaru Różyckiego (administrator bazaru) prowadzi działania, które mają na celu kontynuowanie tradycji handlowej tego miejsca. W 2002 przy wejściu na teren bazaru od strony ul. Targowej z inicjatywy stowarzyszenia odsłonięto tablicę pamiątkową.
W 2008 roku na bazarze handlowało około 250 kupców. W 2017 na bazarze pozostało 111 straganów.
W 2012 spadkobiercy Juliana Różyckiego odzyskali, a w 2017 przejęli ok. 2/3 powierzchni bazaru. Pozostała 1/3 należy do miasta. Właściciele nieruchomości nie doszli do porozumienia w sprawie rewitalizacji obiektu i dalszy los bazaru jest niejasny.
W 2012 roku pawilony handlowe, a w 2019 roku cały bazar został ujęty w gminnej ewidencji zabytków.
W 2020 rozpoczęły się prace modernizacyjne na części bazaru należącej do miasta, powstały tam nowe pawilony handlowe wykonane z blachy falistej i profili aluminiowanych w kolorze zielonym oraz plac zabaw. Kupcy prowadzący działalność na bazarze nie chcieli się jednak przenieść do nowych pawilonów i po pewnym czasie rozpoczęły tam działalność sklepy vintage, głównie z ubraniami i ceramiką. Raz w miesiącu organizowane są tam również wyprzedaże garażowe.

## Gastronomia
Najbardziej znanymi daniami sprzedawanymi na bazarze Różyckiego były gorące flaki i pyzy.

## Bazar w kulturze
- Syfon z bazaru Różyckiego został upamiętniony przez Adama Ważyka w jednym z wierszy zawartych w zbiorze Oczy i usta (1926)[40] oraz w tytule książki Piotra Kuleszy o historii bazaru[41].
- Przeszłość i teraźniejszość bazaru Różyckiego została przedstawiona w krótkim filmie dokumentalnym Wielki Kram Tadeusza Makarczyńskiego (1977)[42]
- Bazar wraz ze swoją specyfiką został uwieczniony w kilku polskich książkach, m.in. Zły Leopolda Tyrmanda[43], Dobry Waldemara Łysiaka, serialach: 07 zgłoś się, Stawiam na Tolka Banana  oraz filmach: Przepraszam, czy tu biją?, Milion za Laurę, Szczęściarz Antoni i Akcja pod Arsenałem.